# Oxydactylus
Oxydactylus is een endemisch geslacht van uitgestorven kameelachtigen dat voorkwam in Noord-Amerika. Het leefde van het Laat-Oligoceen tot het Midden-Mioceen (28,4–13,7 miljoen jaar geleden), en bestond ongeveer 14 miljoen jaar. De naam komt van het Oudgrieks οξύς (oxys, 'scherp') en δάκτυλος (daktylos, 'vinger').

## Beschrijving
Dit tweehonderddertig centimeter lange kameelachtige dier had een lange hals en erg lange, smalle poten met hoeven, in plaats van eeltkussens.

## Leefwijze
Zijn voedsel bestond uit bladeren van planten, die voorkwamen in de hogere vegetatielagen. De samenstelling van het landschap met verspreid staande bomen en struiken moeten veel invloed hebben gehad op de ontwikkeling van dit dier.

## Vondsten
Resten van dit dier werden gevonden in Noord-Amerika, meer bepaald in de Amerikaanse staten South Dakota en Nebraska.